# さすらいは俺の運命
『さすらいは俺の運命』（さすらいはおれのさだめ）1965年4月3日に公開された日本の映画である。黒い賭博師シリーズ第5作目。監督は井田探。主演は小林旭。日活制作。

## あらすじ
かつての恋人の姉の咲江に氷室は会った。
そして、その土地を収めている市会議員ややくざの陰謀に引き込まれた氷室は、咲江の持つレストハウスを守るためにサシの勝負を引き受ける。

## キャスト
- 氷室浩次： 小林旭
- やらずぶったくりの政：川地民夫
- 貴島杏子：伊藤るり子
- 力石咲江：上月左知子
- 延岡：玉川伊佐男
- 新庄達夫： 高品格
- 三村： 木浦佑三
- 相原：玉村駿太郎
- 『レストハウスなぎさ』の出入りの果物屋：加原武門
- 柏木 ： 花村彰則
- 『レストハウスなぎさ』の出入りの花屋： 青木富夫
- 中山 ：野呂圭介
- 東部連合の親分 ：河野弘、伊丹慶治、久松洪介
- 医師 ： 紀原土耕
- 林 ：荒井岩衛
- 本田：高橋明
- 『レストハウスなぎさ』の従業員 ：千代田弘
- 『レストハウスなぎさ』の出入りの酒屋： 二木草之助
- 力石利子： 太田雅子（梶芽衣子）
- 『レストハウスなぎさ』の仲居：漆沢政子、三船好重、渡辺節子
- 今西 ：岩手征四郎
- 延岡の子分：倉田栄三、田畑善彦
- 『レストハウスなぎさ』の従業員： 井田武(いだたけ志)
- カミナリ族 ：立川博
- 『レストハウスなぎさ』の従業員： 式田賢一
- カミナリ族 ：藤野宏、藤井昭雄
- 延岡の子分 ：大庭喜儀
- カミナリ族：有村道宏、加山健次(加山健二)
- 『レストハウスなぎさ』の従業員： 平塚仁郎
- クラブ『シーサイド』の歌手： バーブ佐竹
- 火消し： 三界りえ子
- 真山一郎 ： 真山一郎
- 力石順： 日下部聖悦
- クラブ『シーサイド』のダンシングチーム： 雨宮ダンシングチーム
- 振付： 漆沢政子
- 技斗： 高瀬将敏
- 貴島 ： 清水将夫
- 林家三平： 林家三平
- 大泉明： 大泉滉
- 仁助 ： 佐野浅夫

## スタッフ
- 監督・脚本 ： 井田探
- 脚本： 山崎巌
- 企画 ： 児井英生
- 原作：瀬木俊郎（双葉社版）
- 音楽： 大森盛太郎

## 同時上映
『男の紋章 喧嘩街道』
- 脚本：甲斐久尊 / 監督：滝沢英輔 / 主演：高橋英樹
- 『男の紋章』シリーズ第7作。